# الرواد (أحور)

تعديل مصدري - تعديل

الرواد هي إحدى قرى عزلة أحور بمديرية أحور التابعة لمحافظة أبين، بلغ تعداد سكانها 349 نسمة حسب تعداد اليمن لعام 2004.